# IQIYI
iQIYI Inc — китайская компания, предоставляющая развлекательные онлайн-услуги; крупнейший в стране оператор потокового мультимедиа. Имеет более 100 млн платных подписчиков. Входит в число крупнейших публичных компаний страны.
Основными конкурентами iQIYI на китайском рынке видеохостинга являются сервисы Youku (входит в состав Alibaba Group), Tencent Video и Huya Live (входят в состав Tencent Holdings), Xigua Video (входит в состав ByteDance), Bilibili, Sohu Video и Sina Video. 

## История
Qiyi (奇艺) была основана в январе 2010 года китайской интернет компанией Baidu при поддержке американской инвестиционной компании Providence Equity Partners. В ноябре 2011 года платформа изменила название с Qiyi на iQIYI, а в ноябре 2012 года Baidu выкупила долю Providence Equity Partners и стала единоличным владельцем iQIYI. В мае 2013 года Baidu приобрела за 370 млн долларов онлайн-видео бизнес компании PPS и объединила его с iQIYI. 
В июле 2014 года была создана дочерняя кинокомпания iQIYI Motion Pictures. В ноябре 2014 года крупные инвестиции в капитал iQIYI сделали китайские компании Xiaomi и Shunwei Capital. В июле 2015 года iQIYI подписала лицензионное соглашение с Paramount Pictures на использование её контента в Китае, а в октябре 2015 года — со студией Lionsgate.
В марте 2016 года iQIYI вышла на рынок Тайваня. В июне 2016 года число платных подписчиков iQIYI достигло 20 млн человек.
По состоянию на начало 2017 года число активных пользователей сайта iQIYI составляло более 480 миллионов человек в месяц. В феврале 2017 года iQIYI привлекла 1,53 млрд долл. от продажи облигаций инвесторам, среди которых были Hillhouse Capital Group, Boyu Capital, IDG Capital, Everbright, Sequoia Capital, а также материнская группа Baidu. В апреле 2017 года iQIYI подписала лицензионное соглашение с Netflix на демонстрацию его контента на территории Китая.
По состоянию на начало 2018 года мобильным сервисом iQIYI ежедневно пользовались 126 млн клиентов, а ежемесячно — 421 млн. В марте 2018 года iQIYI провела в Нью-Йорке IPO и смогла привлечь 2,25 млрд долларов; рыночная стоимость компании составила около 12,6 млрд долларов. В третьем квартале 2018 года число платных подписчиков iQIYI превысило 80 млн; в ноябре 2018 года компания выпустила дополнительные облигации на 500 млн долларов. 
В октябре 2020 года iQIYI и другие китайские платформы потокового видео, чей контент цензурировался Компартией Китая, были заблокированы на Тайване из-за политической пропаганды. В декабре 2020 года iQIYI открыла офис в Сингапуре, который стал региональной штаб-квартирой в Юго-Восточной Азии. В октябре 2021 года iQIYI заключила партнёрство с компанией Thema и запустила свою продукцию на канале Netgem TV в Великобритании и Ирландии.

## Деятельность
iQIYI показывает как собственный контент (кинофильмы, мультфильмы, телесериалы, развлекательные музыкальные, кулинарные, юмористические и тревел-шоу, реалити-шоу и ток-шоу, театральные постановки, документальные фильмы и спортивные соревнования), так и контент, купленный у других компаний Китая, а также у производителей и правообладателей Тайваня, Южной Кореи, Японии, Филиппин, Таиланда, Малайзии, Сингапура, Индонезии и США.
Дочерние платформы iQIYI Sports и iQIYI TV транслируют в Китае матчи итальянской Серии A, английской Премьер-лиги, испанской Ла-Лиги а также УЕФА и АФК. Кроме того, компания создала социальную медиа-платформу iQIYI Paopao, позволяющую фанатам следить за знаменитостями и представителями развлекательного сообщества и взаимодействовать с ними.
По итогам 2022 года основные доходы iQIYI пришлись на платную подписку (61,1 %), онлайн-рекламу (18,4 %) и дистрибуцию контента (8,5 %). Все 100 % продаж пришлись на Китай.  

### Кино-телепроизводство
iQIYI выпустила телесериалы «Затерянная гробница» (2015), «Мистическая девятка» (2016), «Горящий лёд» (2017), «Покорение дворца Яньси» (2018), «Любовь сладка» (2020), «В своем собственном классе» (2020), «Лунный свет» (2021), «Плохой и сумасшедший» (2021), «Сияние ради одного» (2022), «Ещё увидимся» (2022), «Любовь между феей и дьяволом» (2022) и «История дворца Куньнин» (2023); мультсериал «Отряд оленей» (2020); телешоу «Рэп Китая» (2017—2020); художественные фильмы «Город золотого паука» (2022), «Мой Хатико» (2023) и «Непобедимый мастер меча» (2025).

## Акционеры
Основными институциональными инвесторами iQIYI являются FIL Investment Management (5,31 %), Goldman Sachs (4,56 %), The Vanguard Group (3,27 %),  Krane Funds Advisors (3,12 %), SCEP Management (2,35 %), Renaissance Technologies (2,24 %), Hermes Investment Management (1,37 %) и Anatole Investment Management (1,23 %).